# Lycaena salustius
Espèce
Lycaena salustius est une espèce d'Insectes lépidoptères (papillons) de la famille des Lycaenidae.

## Description

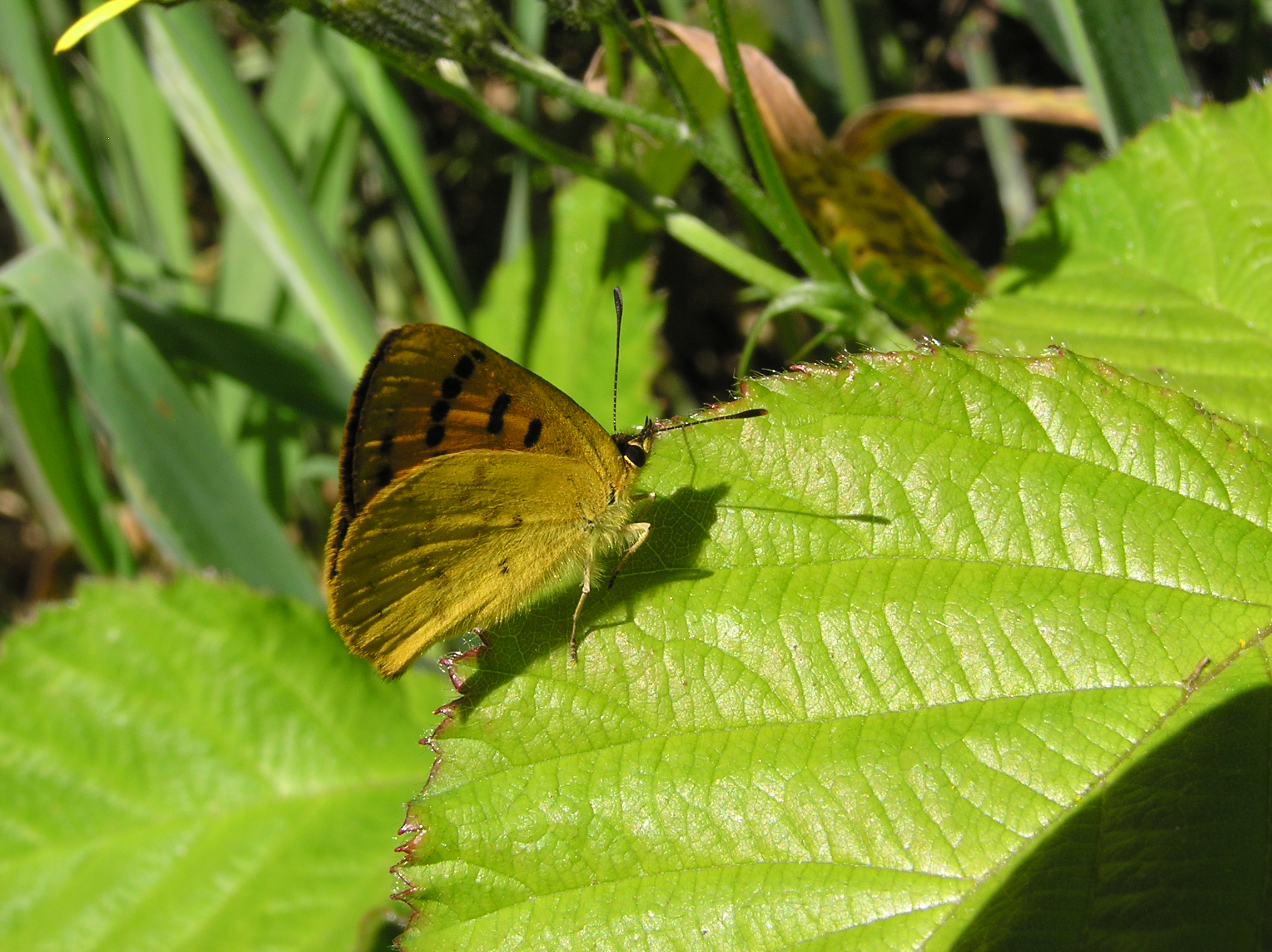
Lycaena salustius, femelle.

C'est un petit papillon au dessus de couleur cuivre avec bordure et ornementation marron qui présente un dimorphisme sexuel : le dessus du mâle est veiné de marron avec une fine ligne sub marginale, la femelle présente un véritable damier orange.
Le revers du mâle est beige, celui de la femelle est jaune avec chez les deux une ornementation de points marron à l'aile antérieure.

### Chenille
La chenille est verte, avec une ligne dorsale noir rougeâtre.

### Dimorphisme sexuel
Les taches qui réfléchissent les rayons ultraviolets sur leurs ailes sont plus grandes chez les mâles que chez les femelles.

## Bioécologie

### Répartition
Endémique, elle est présente en Nouvelle-Zélande.

### Habitat
Ses plantes hôtes seraient des Rumex (Rumex acetosella et Rumex obtusifolius) mais d'autres sources donnent Muehlenbeckia complexa, Muehlenbeckia australis et Muehlenbeckia axillaris.

### Cycle de vie
L'espèce engendre deux à trois générations par année au cours de laquelle :
- l'œuf peut être observé de novembre à décembre, de fin janvier à février et d'avril à mi-mai ;
- la pupe (chrysalide) peut être observée de fin septembre à fin mars.
- la chenille peut être observée toute l'année, sauf en novembre et de mi-mars à mi-avril ;
- l'adulte peut être observé de mi-octobre à fin avril.

## Systématique
Le nom valide complet (avec auteur) de ce taxon est Lycaena salustius (Fabricius, 1793).
L'espèce a été initialement classée dans le genre Hesperia sous le protonyme Hesperia salustius Fabricius, 1793.
Lycaena salustius a pour synonymes :
- Hesperia salustius Fabricius, 1793
- Lycaena edna Doubleday, 1843